# Agatodajmon
Agatodajmon (gr. Ἀγαθοδαίμων Agathodaímōn), Agathos Dajmon (gr. Ἀγαθὸς Δαίμων Agathòs Daímōn) – greckie bóstwo z okresu hellenistycznego, dobry duch natury, patron żniw i wina.
W czasie uczt wylewano na jego cześć puchar niezmieszanego wina. Czczony wraz z Tyche Agathe i uważany niekiedy za jej partnera, choć występował także w postaci androginicznej. Przedstawiany był w postaci pięknego młodzieńca. Jego atrybutami były trzymana w prawej ręce czara z winem oraz trzymane w lewej maki i kłosy zboża. Wyobrażano go sobie także pod postacią węża.